# Oude Vismijn (Lokeren)
De Oude Vismijn is een plein en voormalige markt in de Belgische stad Lokeren. Het plein is gelegen in het centrum van de stad, naast de Groentemarkt en de Durmelaan.

## Geschiedenis
Voorheen stond dit plein bekend als de "Kleine Kaai" of "Het Kaaiken". Het diende als de locatie voor de wekelijkse vismarkt die elke woensdag plaatsvond. Echter, sinds het begin van de 20e eeuw wordt hier geen vismarkt meer gehouden. Tot 1951 stroomde de rivier de Lede dwars door de Oude Vismijn, maar deze werd gedempt in het centrum van de stad na een reeks overstromingen in datzelfde jaar. Het plein besloeg oorspronkelijk het gebied van de Groentemarkt tot aan de Ledeoever. Na het dempen van de Lede, en de sloop van een aantal gebouwen aan de linkeroever van de Lede, verdubbelde de omvang van het plein.

## Bezienswaardigheden

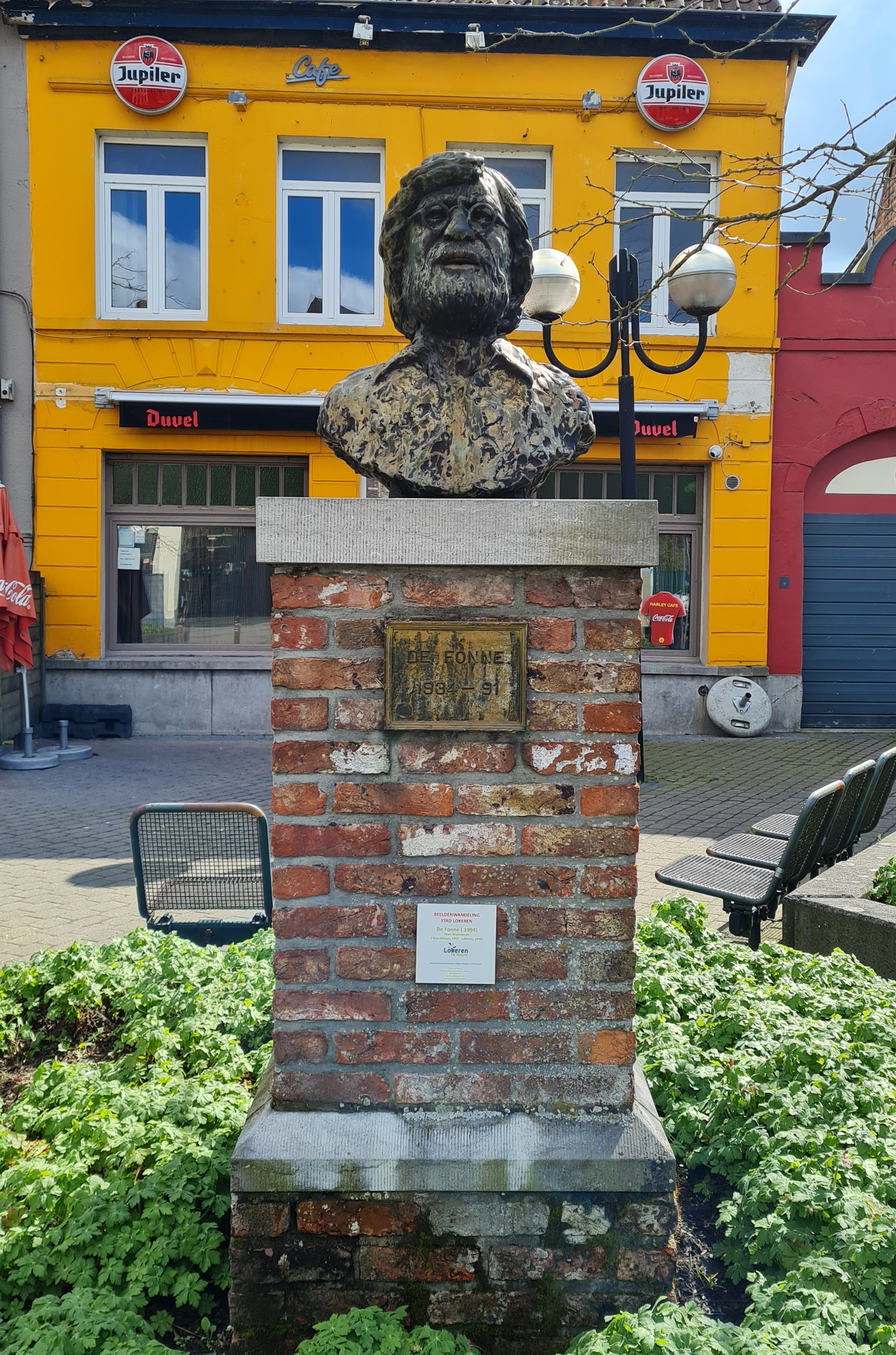
Borstbeeld van De Fonne, voor de vernieuwingswerken

- Borstbeeld van De Fonne, lokaal volksfiguur.